# Ludwig Korinek
Ludwig Korinek (23. března 1878 Prešpurk – ???) byl československý politik německé národnosti a meziválečný senátor Národního shromáždění ČSR za Německý svaz zemědělců (BdL).

## Biografie
Profesí byl tesařem a starostou v Pezinku.
Po parlamentních volbách v roce 1925 získal za Německý svaz zemědělců (německá agrární strana, BdL) senátorské křeslo v Národním shromáždění. Mandát nabyl ale až dodatečně roku 1926 poté, co volební soud zrušil mandát senátora Jana Prinze. V senátu zasedal do roku 1929.